# Sina Arnet
Sina Arnet (geboren am 28. Juli 2005) ist eine Schweizer Skispringerin.

## Werdegang
Sina Arnet gewann bei den Schweizer Meisterschaften im Skispringen 2017 in Einsiedeln die Goldmedaille im Einzelspringen der Damen. Auf internationaler Ebene trat sie ab 2018 in ersten Wettbewerben der Fédération Internationale de Ski im Skisprung-Alpencup und ab 2020 auch im FIS Cup, dessen Gesamtwertung sie in der Saison 2021/22 gewann, in Erscheinung.
Bei den Schweizer Meisterschaften 2020 wurde sie, wiederum in Einsiedeln, zum zweiten Mal nationale Meisterin im Einzel der Damen. Ihr Debüt im Skisprung-Continental-Cup gab sie im Sommer 2021 am 17. Juli im finnischen Kuopio mit einem 25. sowie einem 14. Platz, womit sie auf Anhieb erste Wertungspunkte erzielte.
Am 22. Dezember 2021 sprang Arnet als erste Frau auf der Gross-Titlis-Schanze.
Sie nahm an den Nordischen Junioren-Skiweltmeisterschaften 2022 im polnischen Zakopane teil, bei denen sie den elften Platz im Einzelspringen von der Normalschanze belegte. Zum Ende der Saison 2021/22 startete sie in Oberhof am 12. März 2022 mit einem 25. Platz zum ersten Mal im Skisprung-Weltcup, womit sie auch hier sogleich die ersten Punkte gewinnen konnte.
Arnet war die dritte Schweizerin insgesamt und die erste seit mehr als fünf Jahren, die im Weltcup startete; zuvor waren einzig die zwischenzeitlich zurückgetretenen Schwestern Bigna und Sabrina Windmüller für die Schweiz im Weltcup angetreten. Mit den in Oberhof erzielten Punkten erreichte sie den 50. Rang im Gesamtweltcup.

## Statistik

### Weltcup-Platzierungen
| Saison  | Platz | Punkte |
| ------- | ----- | ------ |
| 2021/22 | 50.   | 0008   |
| 2022/23 | 43.   | 0030   |
| 2023/24 | 52.   | 0007   |